# Caravan hound
Le Caravan hound, également appelé Karwani dans les villages ou Hound Mudhol, est un lévrier originaire des États de Karnataka, de Maharashtra et, dans une moindre mesure, de l'Andhra Pradesh en Inde. 
Il est utilisé pour la chasse aux lièvres et aux antilopes indiennes. 
Il est reconnu par le club canin de l'Inde « Kennel Club of India » (KCI) et le club canin national indien « Indian National Kennel Club » (INKC).

## Description
C'est un compagnon des villageois du plateau du Deccan en Inde, qui l'utilisent comme chien de chasse et de garde. Il est résistant et d'une grande endurance. Adapté à la rudesse de la région, il peut y chasser longuement.
Toutes les couleurs et les combinaisons de couleurs sont acceptables.

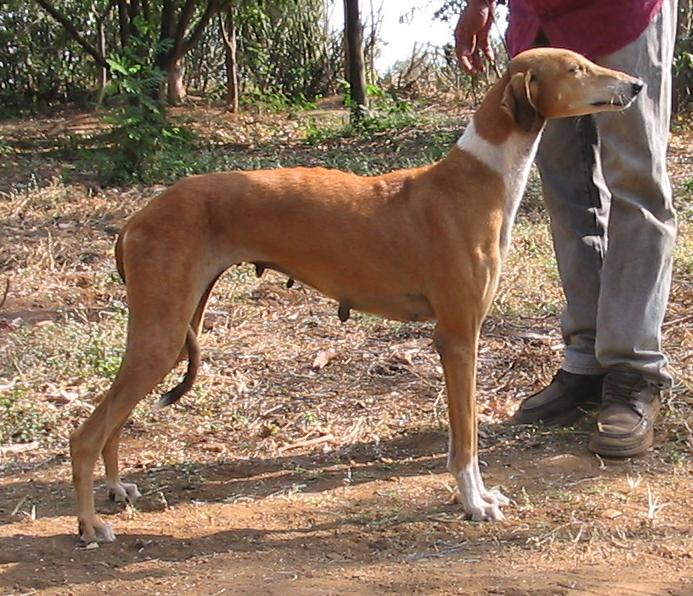
Femelle.

Vitesse maximum : 64 à 72 km/h.

## Caractère
Fidèle et amical, il n'aime pas être touché par des inconnus. Il est également bon gardien.